# اوپن‌فلو
اوپن فلو (به انگلیسی: OpenFlow) نام پروتکل ارتباطی است که امکان پیکربندی سویچها و مسیریابهای شبکه را از راه دور فراهم می‌کند. سویچ‌های رایج از دو بخش کنترل و انتقال تشکیل شده‌اند. بخش کنترل با کارگیری پروتکل‌های مسیریابی، درگاه خروجی را به ازای آدرس مقصد برای بستههای ورودی تعیین و در جدول مسیریابی درج می‌کند. بخش انتفال، انتقال بسته‌ها از درگاه ورودی به درگاه خروجی بر اساس اطلاعات فراهم شده توسط بخش کنترل در جدول مسیریابی را بر عهده دارد.
در معماری شبکه نرم‌افزارمحور، بخش کنترل از سویچ حذف شده و سویچ تنها وظیفهٔ انتقال بسته‌ها از درگاه ورودی به درگاه خروجی بر اساس اطلاعات درج شده در جدول مسیریابی را بر عهده دارد. وظیفهٔ فراهم کردن اطلاعات مسیریابی در شبکه به عهدهٔ کنترلر شبکه است که به صورت مستقل از سویچ در شبکه قرار می‌گیرد و معمولاً تعدادی سویچ در شبکه را تحت کنترل خود قرار می‌دهد.
پروتکل اوپن فلو به عنوان رایج‌ترین پروتکل ارتباطی بین کنترلر و سوییچ در شبکه نرم‌افزارمحور مطرح می‌شود.
سویچی که از پروتکل اوپن فلو پشتیبانی می‌کند، به اصطلاح سویچ اوپن فلو نام دارد. هر سویچ اوپن فلو شامل یک یا چند جدول مسیریابی و یک جدول گروه است که عمل یافتن درگاه خروجی برای بسته‌های ورودی و انتقال بسته‌ها به درگاه خروجی را انجام می‌دهد.
یک کنترلر در شبکه با استفاده از پروتکل اوپن فلو قادر است به سویچ متصل شود و اطلاعات مسیریابی را در جدول مسیریابی سویچ اضافه یا حذف کند یا آن‌ها را تغییر دهد. هر ردیف از جدول مسیریابی دارای دوقسمت اصلی می‌باشد، قسمت شرط و قسمت دستورالعمل. سویچ بسته‌های ورودی را با شروط هر ردیف جدول مسیریابی مقایسه می‌کند و در صورت تطابق، دستورالعمل تعریف شده در قسمت دوم آن ردیف از جدول مسیریابی را اجرا می‌کند. دستورالعمل ممکن است شامل انتقال به بک درگاه خروجی، حذف بسته، فرستادن بسته به کنترلر و غیره باشد.
عمل تطابق بسته با شرط یا شروط تعریف شده در هر ردیف از جدول مسیریابی از جدول اول آغاز می‌شود و ممکن است در جدول‌های اضافی دیگر هم انجام گردد.
کمپانی‌های بزرگی از قبیل سیسکو، ای بی ام، اچ پی، جونیپر و غیره اعلام کردند که از اوپن فلو در محصولات خود پشتیبانی می‌کنند.